# Obowiązkowy heteroseksualizm
Obowiązkowy heteroseksualizm (ang. compulsory heterosexuality, comphet, in. przymusowy heteroseksualizm) – teoria zakładająca, że heteroseksualność jest uznawana za domyślną orientację i wymuszana jest na ludziach przez patriarchalne i heteronormatywne społeczeństwo. Towarzyszyć ma temu także przekonanie o tym, że taka tożsamość jest najbardziej naturalna i moralna. Ma być narzucany siłą lub za pomocą wpływów społecznych.
Pojęcie to zostało spopularyzowane przez Adrienne Rich za sprawą jej eseju z 1980 roku zatytułowanego „Przymus heteroseksualności a egzystencja lesbijska”. Według Adrienne Rich nauki społeczne i literatura utrwalają społeczne przekonanie, że kobiety w każdej kulturze mają wrodzoną skłonność do romantycznych i seksualnych relacji z mężczyznami. Twierdzi, że seksualność kobiet wobec mężczyzn nie zawsze jest naturalna, ale jest społecznie wpajana kobietom. Początkowo termin ten dotyczył tylko ograniczenia seksualności kobiet, obecnie jednak jest uniwersalny.

## Tło historyczne
Koncepcja ta powstała, by zwrócić uwagę na istnienie lesbijek i kontinuum relacji, w jakie wchodzą ze sobą kobiety. Jednak szybko okazało się, że i chłopcy doświadczają nacisków, by wchodzić w relacje heteroseksualne. U podłoża takich zachowań często leży zinternalizowana homofobia.
Adrienne Rich w latach 80. XX wieku podjęła temat heteroseksualności narzucanej kobietom ze względów społecznych i ekonomicznych. Skutkowało to postrzeganiem miłości lesbijskiej jako zboczenia i czegoś odbiegającego od normy. Homoseksualizm w tym wypadku był najwyżej pogardliwie nazywany stylem życia. Rich postrzegała obowiązkowy heteroseksualizm jako instytucję polityczną i wymóg narzucany dziewczynkom już od okresu dojrzewania.

## Czynniki
Elementy obowiązkowego heteroseksualizmu według Adrienne Rich:
- wzorce narzucane przez pornografię
- przemoc seksualna ze strony mężczyzn
- idealizacja miłości i związków heteroseksualnych
- lansowanie podległości kobiet i zaprzeczanie ich popędowi seksualnemu
- negowanie istnienia lesbijek
- duże potrzeby seksualne mężczyzn
- podwójny standard seksualny

### Dodatkowe założenia
- tożsamość homoseksualna może być przyjmowana przez kobiety z przyczyn politycznych jako wyraz negacji patriarchatu[10]
- mniejszości seksualne częściej postrzegają swoją tożsamość seksualną jako istotną i której wypracowanie wymaga wiele wysiłku[10]
- osoby nieheteroseksualne cechują się wyższym rozwojem tożsamości, ale jednocześnie podkreślają wagę modelowania i wsparcia w tym procesie[10]